# Корчевий Юрій Петрович
Ю́рій Петро́вич Корчевий (15 жовтня 1936, Київ — 2 червня 2012) — український науковець в галузі теплоенергетики та теплофізики, 1997 — академік НАН України, 2002 — лауреат Державної премії України в галузі науки і техніки, лауреат премії НАН України імені В. І. Толубинського нагороджений Почесною грамотою Кабінету Міністрів України, та Почесною грамотою Верховної Ради України, почесний енергетик України.

## Життєпис
Син науковця-зоотехніка, селекціонера Петра Корчевого (1904—1970). Випускник радіофізичного факультету Київського державного університету ім. Т. Г. Шевченка, працював на кафедрі фізичної електроніки, 1966 року захистив кандидатську дисертацію.
З 1969 року працював в Інституті електродинаміки АН УРСР, захистив докторську дисертацію. Від 1988 року — заступник директора з наукової роботи Інституту проблем енергозбереження АН УРСР, також очолив відділення високотемпературного перетворення енергії.
На базі цього відділення 1996 року створено Науково-технічний центр вугільних енерготехнологій НАН і Міністерства палива та енергетики України, стає його директором.

Могила Юрія Корчевого, Байкове кладовище

Помер у 75-річному віці 2 червня 2012 року. Похований на Байковому кладовищі (ділянка № 33, 50°25′7.92″ пн. ш. 30°30′10.48″ сх. д. / 50.4188667° пн. ш. 30.5029111° сх. д.).

## Наукова діяльність
Його наукові зацікавлення: розробка екологічно чистих технологій використання вітчизняного вугілля в енергетиці.
Провів ряд робіт з дослідження фізичних явищ у термоемісійно-плазмових перетворювачах теплової енергії на електричну з цезієвим наповненням. Було виявлене явище виникнення дугового розряду у міжелектродному проміжку цих перетворювачів.
Є автором відкриття «Явище утворення фоторезонансної плазми» — підтверджено дипломом Російської академії природничих наук, та Міжнародною асоціацією авторів наукових відкриттів.
Розробив наукові засади процесів горіння та газифікації високозольного вугілля, провів ряд досліджень з кінетики та динаміки конверсії твердого палива. Результати його досліджень використано у виготовленні котлоагрегату на Старобешівській ТЕС, та котлоагрегату Зміївської ТЕС. Під його керівництвом створені «Державна програма вітчизняного котлобудування та виготовлення газоочисного обладнання» та програма розвитку енергетики на твердому паливі для Донецького регіону.
Приділяв увагу науковим дослідженням по утилізації мулів, шламів та сухих відходів вуглезбагачення, щодо захисту довкілля від викидів пилу, важких металів, оксидів сірки й азоту. Розробив Державну програму використання шламів та сухих відходів вуглезбагачення на ТЕС.
Є засновником наукових шкіл по дослідженнях процесів у низькотемпературній плазмі лужних металів та високоефективних і екологічно чистих вугільних технологій для енергетики.
В його доробку більш як 250 наукових праць, 17 свідоцтв на винаходи. Серед його учнів 10 кандидатів і 2 доктори наук.
Був головою постійно діючої комісії НАН України по ефективному використанню в енергетиці низькосортних палив та секції «Промислова теплоенергетика», в складі Науково-технічної ради Мінпаливенерго України. Був в редколегії часопису «Проблеми загальної енергетики».
Двічі був переможцем Всеукраїнського конкурсу «Лідер паливно-енергетичного комплексу»: в 2000 році — у номінації «Наукова розробка», 2005 — в номінації «Вчений».
Серед робіт:
- «Екотехнології в енергетиці», 1993,
- «Сучасні вугільні енерготехнології», 1998,
- «Екологічно чисті вугільні енерготехнології», 2004,
- «Стратегія енергозбереження в Україні: аналітично-довідкові матеріали», у складі редколективу, також Анатолій Долінський, Михайло Кулик, Геннадій Півняк.